# Michał Jełowicki (zm. 1777)
Michał Jełowicki herbu własnego (zm. w 1777 roku) – łowczy łucki w latach 1765-1767, skarbnik wołyński w latach 1744-1765, starosta bracławski w latach 1767-1777.
Poseł na sejm 1758 roku z województwa wołyńskiego. 